# Byron Webster
Byron Webster, né le 31 mars 1987 à Leeds en Angleterre, est un footballeur anglais évoluant au poste de défenseur.

## Biographie
Byron Webster joue en Angleterre et en Tchéquie.
Il joue 23 matchs en première division tchèque, inscrivant trois buts.
Le 4 janvier 2019, il rejoint Scunthorpe United FC.
Le 24 juin, il rejoint Carlisle United FC.